# 雅科夫利夫卡 (洛佐瓦區)
49°4′11″N 36°17′51″E / 49.06972°N 36.29750°E
雅科夫利夫卡（烏克蘭語：Яковлівка）是位於烏克蘭東部的村莊，由哈爾科夫州洛佐瓦區的洛佐瓦市鎮負責管轄。該村始建於1922年，面積1.36平方公里，海拔高度147米，2001年人口696。